# Taulyrpa stuckenbergi
Taulyrpa stuckenbergi är en tvåvingeart som beskrevs av Loïc Matile 1977. Taulyrpa stuckenbergi ingår i släktet Taulyrpa och familjen platthornsmyggor.
Artens utbredningsområde är Madagaskar. Inga underarter finns listade i Catalogue of Life.